# Chiesa della Conversione di San Paolo (Appiano sulla Strada del Vino)
La chiesa parrocchiale della Conversione di San Paolo (in tedesco Pfarrkirche St. Pauli Bekehrung, detta anche Dom auf dem Lande o Pfarrkirche St. Pauls) è il principale luogo di culto cattolico di San Paolo, frazione del comune italiano di Appiano sulla Strada del Vino (provincia di Bolzano).
L'edificio è in stile tardogotico, risalente al XV secolo.